# アメリカ洞窟学会ケイブダイビング部門
アメリカ洞窟学会ケイブダイビング部門（アメリカどうくつがっかいケイブダイビング部門、The National Speleological Society Cave Diving Section, 略称：NSS-CDS）は、アメリカ洞窟学会（NSS）の下部組織で、洞窟潜水を専門とする部門。

## 認定コース
- カバーンダイバー（Cavern Diver） 
カバーンダイバーは洞窟潜水を目的にしてなく、海洋ダイバーが安全計画を学ぶ為にある。カバーンダイビングの最小技術と知識を身に付け、洞窟潜水に関連する危険を認識します。カバーンダイビングに必要な計画、環境、手続き、技術、問題解決や初歩スキルのポジショニング、浮力調節、緊急手順、ライン、フィンワークなどが含まれる。この講習は長年の事故分析を元にして設計されている。
- ベーシックケイブダイバー（Basic Cave Diver）
ベーシックケイブダイバーは、基本的な洞窟潜水を身に付ける。過去の事故分析をトレーニングのベースにしている。初歩的な洞窟潜水を学ぶコースであり、潜水計画、洞窟環境、手続き、技術、問題解決を含む。
- アプレンティスケイブダイバー（Apprentice Cave Diver）
アプレンティスケイブダイバーは、洞窟ダイバーへ向けての第3段階目のトレーニングコースにあたる。コース初期は、カバーンダイバーとベーシックケイブダイバー範囲内の知識と技術を評価される。異なる洞窟潜水を経験し、フルケイブダイバーに向けての最終評価になる。
- ケイブダイバー（Cave Diver）
これは洞窟ダイバーの第4段階目のトレーニングコースにあたる。複雑な洞窟での潜水計画が主になる。また前段階レベルの技術を更に難しい段階で復習される。水中洞測量の基礎も含まれる。